# Tecnica mista

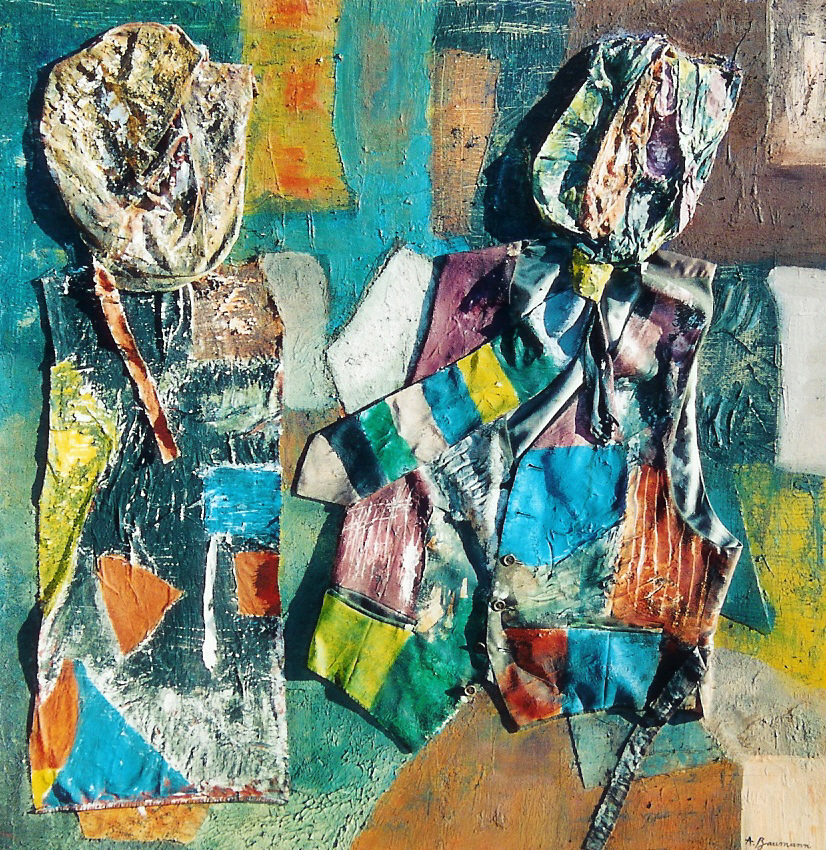
Alberto Baumann, "Eredità del ventesimo secolo" (1980).

Tecnica mista è un termine ombrello usato nelle arti visive per indicare le opere realizzate combinando insieme più materiali o avvalendosi di tecniche artistiche differenti. Nel caso in cui l'opera d'arte sia caratterizzata dalla compresenza e interazione di più linguaggi anche non visivi (testi scritti, immagini, suoni, animazioni) si parla invece di arte multimediale.

## Storia
Il termine tecnica mista inizia ad essere utilizzato nel XX secolo per indicare in maniera generica le nuove tecniche artistiche nate all'interno dei movimenti di avanguardia, come il collage, il décollage, l'assemblage o il ready-made che hanno in comune solo l'utilizzo di tecniche e materiali estranei al mondo dell'arte classica.